# جبرائيل حوا
المطران جبرائيل حوّا هو أحد مؤسسي الرهبانية اللبنانية المارونية، ورئيسها العام الأول في الفترة الممتدة مابين (1695-1699). وُلد في مدينة حلب عام 1668، سار إلى لبنان عاقدا نية الترهب عام 1694، توشح بالإسكيم الرهباني في وادي قنوبين في العاشر من تشرين الثاني 1695.